# Donesmondi
Donesmondi fu un'antica nobile famiglia mantovana, che verso la fine del XIV secolo ottenne il titolo di nobiltà.
Edificarono a Mantova la chiesa di San Gervasio, nella quale compariva il loro stemma. La famiglia, divisa nei rami di Mantova e Guastalla, si estinse nel 1852 con Cecilia Donesmondi, moglie del nobile Francesco Cazzaniga; costui nel 1881 ottenne l'autorizzazione ad aggiungere al proprio il cognome Donesmondi.

## Esponenti illustri
- Camillo Donesmondi (XIV secolo), presenziò all'elezione del capitano del popolo Luigi Gonzaga (1328);[1]
- Ippolito Donesmondi (XVI secolo), minore osservante, fu segretario di Francesco Gonzaga, vescovo di Mantova, e autore delle opere Historia ecclesiastica di Mantova (1613 - 1616), La vita del venerabile vescovo di Mantova Francesco Gonzaga e la Storia dell'illustre Santuario di Santa Maria delle Grazie;[1]
- Alessandro Donesmondi, avuto il dottorato a Padova, nel 1569 ottenne dai Gonzaga di fregiarsi del titolo di conte;[2]
- Nicola Alessandro Donesmondi, nel 1657 venne creato conte di Odalengo Prato nel Monferrato dal duca di Mantova Carlo II di Gonzaga-Nevers.[2]

## Archivio
Il fondo archivistico della famiglia è costituito dalle carte dei due rami della famiglia Donesmondi, quello di Mantova e quello di Guastalla, e delle altre casate che con essa contrassero vincoli di parentela.